# Brasilkauz
Der Brasilkauz (Strix hylophila), auch Rostkauz genannt, ist eine Art aus der Familie der Eigentlichen Eulen (Strigidae). Er kommt ausschließlich in Südamerika vor.

## Merkmale
Mit einer Körpergröße von etwa 35 bis 36 Zentimetern ist der Brasilkauz innerhalb seiner Gattung eine mittelgroße Art. Federohren fehlen. Der Gesichtsschleier ist rötlich-braun mit sehr auffälligen grauen, konzentrischen Linien. Der Gesichtsschleier ist am äußeren Rand durch eine feine braune Linie begrenzt. Die Körperoberseite ist rötlichbraun mit cremefarbenen Querstreifen. Die Körperunterseite ist hell ockerfarben bis weißlich mit dunkelbraunen Querstreifen. Die Augen sind braun. Der Schnabel ist gelblich. Die Läufe sind befiedert, während die Zehen unbefiedert und gelblich sind.
Verwechslungsmöglichkeiten bestehen vor allem mit dem Chacokauz, der auf der Körperoberseite jedoch keine rötlichen Farbtöne hat und befiederte Zehen aufweist. Er nutzt außerdem einen anderen Lebensraum als der Brasilkauz. Der Zebrakauz ist deutlich dunkler und weist ein Gefieder mit feinen weißen Linien auf. Der Sprenkelkauz ist auf der Körperunterseite längs gestreift.

## Verbreitungsgebiet und Lebensraum

Verbreitungsgebiet des Brasilkauzes (grün)

Das Verbreitungsgebiet des Brasilkauzes reicht von Ostbrasilien bis in den Süden von Paraguay und den äußerten Nordosten Argentiniens. Er ist ein Standvogel, der Primär- und Sekundärwälder mit dichtem Unterholz besiedelt. Seine Höhenverbreitung reicht von der Tiefebene bis in Höhenlagen von 1.000 Meter über NN.

## Lebensweise
Der Brasilkauz ist nacht- und dämmerungsaktiv. Er übertagt im dichten Blattwerk der Baumkronen und sitzt dann häufig zwischen Lianen. Er nutzt aber auch Baumhöhlen als Tagesrastplatz. Brasilkäuze sind territorial; sowohl Männchen als auch Weibchen verteidigen ihr Revier. Das Nahrungsspektrum umfasst kleine Säugetiere und Vögel, Reptilien und vermutlich auch Amphibien. Außerdem spielen Insekten in seinem Beutespektrum eine Rolle.
Der Fortpflanzungszeitraum ist nicht genau bekannt, fällt aber wohl in die Monate August und September. Das Gelege besteht aus zwei bis drei Eiern, die mit einem Legeabstand von etwa zwei Tagen gelegt werden. Es brütet allein das Weibchen. Die Jungvögel verlassen mit 35 Lebenstagen das Nest und sind mit etwa vier Monaten von den Elternvögeln unabhängig. Sie erreichen ihre Geschlechtsreife im zweiten Lebensjahr.

## Etymologie und Forschungsgeschichte
Die Erstbeschreibung des Brasilkauzes erfolgte 1825 durch Coenraad Jacob Temminck unter dem wissenschaftlichen Namen Strix hylophila. Als Verbreitungsgebiet gab er Brasilien an. Bereits 1758  führte Carl von Linné die Gattung Strix ein. Der Begriff leitet sich vom lateinischen strix, strigis oder griechischen στριξ, στριγος strix, strigos für Eule ab. Der Artname »hylophila« stammt von ὑλη hylē, deutsch ‚Wald‘ und φιλος, φιλεω, φιλος philos, phileō, philos, deutsch ‚liebend, lieben, Liebhaber‘ ab. Alfred Laubmann hatte für sein Werk Die Vögel von Paraguay keinen Balg zur Verfügung. In der Literatur betrachte er nur Nyctale Bergiana Bertoni, AW 1901 aus dem Departamento Alto Paraná und in Nyctale fasciata Bertoni, AW, 1901 aus Djaguarasapá als Nachweise für Paraguay. Bergiana ist Karl Friedrich Wilhelm Berg (1843–1902), örtlich bekannt als Carlos Berg, gewidmet. Fasciata hat seinen Ursprung in lateinisch fasciatus , fascia ‚gebändert, Band‘.

## Belege

### Einzelbelege
1. ↑   König et al., S. 372
2. ↑   König et al., S. 371
3. ↑  Coenraad Jacob Temminck (1825), Tafel 373  & Text
4. ↑  Carl von Linné (1758), S. 92
5. ↑  Strix The Key to Scientific Names Edited by James A. Jobling
6. ↑  hylophila The Key to Scientific Names Edited by James A. Jobling
7. 1 2  Arnaldo de Winkelried Bertoni (1901), S. 173–174
8. ↑  Arnaldo de Winkelried Bertoni (1901), S. 174–175
9. ↑  Alfred Laubmann (1939), S. 228
10. ↑  fasciata The Key to Scientific Names Edited by James A. Jobling